# 曬棉被的好天氣
電影短片。由李秀、王柏傑、郭耿銘主演，李律客串演出。由蔡宗翰編劇導演。本片曾獲得新聞局短片輔導金，公共電視人生劇展。入圍金馬獎最佳創作短片、亞太影展最佳短片、上海電影節國際學生獎，並獲得金鐘獎最佳音效獎（王希文、曹源峰、高偉晏）。並獲得北京電影學院國際學生電影展銅獎。

## 演員列表

### 主要演員
| 演員   | 角色 | 介紹 |
| 李秀   | 阿媽 | 某天阿媽收到了外孫女寄來的喜帖，為了吃外孫女的喜酒，阿媽一整個禮拜都在為那天做準備，打算把自己打扮地漂漂亮亮的。對於阿媽來說結婚和生小孩都是人生大事，一定要去。而且也有了理由找兩個孫子陪她一起出門去...... |
| 郭耿銘 | 哥哥 | 阿媽的孫子，忙著國家考試。 |
| 王柏傑 | 弟弟 | 阿媽的孫子，剛上大學，忙著嘗試外面各種新鮮好玩的事情和泡馬子。 |

### 其他演員
| 演員   | 角色     | 介紹               |
| 羅康妮 | 弟弟女友 | 弟弟的女朋友       |
| 楊家齊 | 數學老師 | 弟弟的大學數學老師 |
| 李律   | 學姊     | 弟弟的大學學姊     |
| 黃略耕 | 肉販     | 菜市場的肉販。     |

## 外部連結
- 公視人生劇展的Facebook專頁